# Антисистема
Антисисте́ма — термін пасіонарної теорії етногенезу Л.М. Гумільова, що використовував їх у етнології для визначення етнічної антисистеми; набув широкого поширення в російськомовній літературі переважно в області гуманітарних наук (філософія, історія, політологія, етнографія, культурологія, соціальній та фізиці, економіці, медицині, мовознавстві тощо, крім математики; нині є безліч поки ще незадовільних загальних визначень, наприклад: «система, що виконує стосовно даної протилежну функцію», [Архівовано 27 вересня 2007 у Wayback Machine.] «система з негативним рівнем системності» [Архівовано 2 березня 2008 у Wayback Machine.] тощо.

## Етнічна антисистема за Гумільовим
Лев Миколайович Гумільов визначав етнічну антисистему як системну цілісність людей з негативним світовідчуттям, яка має специфічне ставлення до матеріального світу, що полягає у прагненні спрощення систем, тобто до зменшення щільності системних зв'язків. В ідеалі щільність системних зв'язків зводиться нанівець, що означає знищення системи, чи то держава, ландшафт або етнос. Антисистема виробляє для своїх членів загальний світогляд. Для антисистеми, незалежно від конкретної ідеології її членів, існує одна об'єднувальна установка: заперечення реального світу — як складної і різноманітної системи в ім'я тих чи інших абстрактних цілей. Серед членів антисистем переважають люди з футуристичним сприяттям часу, тобто з таким світовідчуттям, у якому майбутнє вважається єдино реальним, минуле — таким, що пішло в несутність, а сьогодення розцінюють як переддень майбутнього. Отже, реалізація цілей антисистеми, якими би вони не були б, завжди віднесені до майбутнього. Ідеологія антисистеми завжди протиставляє себе будь-який етнічній традиції, під якою розуміється ієрархія стереотипів і керування поведінки, культурних канонів, політичних і господарських форм, не тільки світоглядних установок, притаманних кожному конкретному етносу і переданих з покоління до покоління. Накопиченою етнічною традицією визначається своєрідність кожного етносу та місце серед інших народів. Отже, антисистема завжди прагне до морального знищення етносу, із представників якого вона інкорпорує своїх нових членів.

## Приклади антисистем в історії
Л. М. Гумільов надав чимало прикладів прояви антисистем у світовій історії. До них належать: гностицизм, маніхейство, маркіонізм, павликіанство, єресі богомілів, катарів, низка течій ісмаїлізму, а також опричнина в Росії. Ці приклади для послідовників Л. М. Гумільова є провідними та практично не оскаржуються.
Л. М. Гумільов у своїх працях волів не видавати точних суджень щодо деяких древніх епох історії до XVIII ст. до н. е. за яких залишилося обмаль достовірних джерел (аберація дальнодії), і навіть не займатися Новим часом починаючи приблизно з 1815 р. (аберація близькодії). Тут ні в нього, ні в його послідовників впевненості немає. До антисистем іноді зараховують режим фараона Ехнатона в Давньому Єгипті.
Щодо антисистем Нового часу серед послідовників Гумільова є велика дискусія. Практично усіма визнаються такі антисистеми: 
- єзуїти
- якобінці та інші рухи-організатори Великої Французької революції
- декабристи
- комуністи і соціалісти Європи
- нігілісти, більшовики, есери, меншовики, анархісти у Росії
- німецькі нацисти, італійські фашисти і японські мілітаристи
- экзистенціоналісти
- «Аум Сінрікьо»
- сатаністи
- муніти
- саєнтологи